# ガタケット
ガタケットは新潟県新潟市で開催される同人誌即売会。名前の由来は当初の正式名称「新潟コミックマーケット」の略だが、コミックマーケットとは直接の関係は無い。
本項では、かつて存在した委託販売・画材販売・印刷などの同人誌関連のサービスを行う常設店舗「ガタケットSHOP」及びコスプレ撮影スタジオ「ガタケットコスプレパーク」についても記載する。

## 概要
1983年（昭和58年）1月8日の第1回開催以来、30年以上に渡り新潟市を中心に開催しているオールジャンル同人誌展示即売会。入場時に「カタログ」の提示が義務づけられており、事実上の有料入場制となっている。
サークル参加は直接参加と委託参加があり、委託スペースは番号札による入場制限が行なわれる。また、委託スペースにはCOMITIA等の見本誌が置かれることもあったが、2022年11月20日開催のガタケット172をもってガタケットでの委託スペースの参加申込を終了した。
新潟市産業振興センターを主な開催会場としておおむね年に3 - 4回の頻度で開催される。

### カタログ
カタログは開催当日にイベント会場で販売され、7日前頃から書店でも販売される（事前販売）。店頭での価格は販売店手数料が加算される為イベント会場での販売価格よりも2 - 300円程度高値での販売となる。

### 開催頻度
- ガタケットは2023年現在、年に3回 - 4回のペースで開催されている。2019年までは、1月、3月、5月、7月、8月、11月など年6回ペースで開催されていた[4]。
- 1990年代の最盛期には、1日開催ではサークルが開催場所に入りきらず、二日開催となっていた。またコスプレガタケット、ガタケットでの二日開催も行われていた。

### 参加サークル数
2000年代に入ってより、ガタケットの開催間隔は縮まる一方、参加サークル数は減少を示しつづけていた。最盛期の1999年では、一日開催時で最大で約2000サークルの直接参加があり、一回につき二日開催で合計4000サークルが参加していたが、2012年の第121回の開催時には、最盛期の25％であり、イベント開催の最低ラインである500サークルを確保出来ない事態となり、坂田文彦代表が参加経験のあるサークルに参加を依頼し、参加申し込み受付期限を延長して、ようやくイベントを実施するに至った。参加サークル数の減少に関しては、イベントの開催頻度を上げすぎたせいではないかという指摘が寄せられている。2020年に入ると新型コロナの影響もあり参加サークル数はさらに減少し、直接参加サークルは最盛期の一割に満たない200サークル以下となっている。
その後、2021年の旧代表である坂田文彦の代表の引退、武田優子・高橋大介（共同代表）への代表交代を経て、指摘されていたイベントの開催頻度もかつての年6回ペースから半分程度の年3 - 4回ペースとなり、参加サークル数は回復傾向を見せ、2024年03月24日のガタケット177では、併催のオンリー・プチオンリーイベントとあわせて931サークル参加となった。

### 併催イベント
プチオンリーイベント
- 2008年（平成20年）8月31日 ガタケット100 - 「VOCALOID GATTA MIX!」
- 2008年（平成20年）11月24日 ガタケット101 - 「時計台の下で」
- 2009年（平成21年）3月22日 ガタケット103 - 「新潟東方祭5」
- 2010年（平成22年）1月31日 ガタケット107 - 「るなぷち。」「デュエル☆マニアックス」

アニソンライブプラスワン
- ＃1  2009年（平成21年）3月22日 ガタケット103 - ゲスト：MoJo、石田燿子
- ＃2  2010年（平成22年）5月9日 ガタケット109 - ゲスト：MIQ、谷本貴義
- ＃3  2011年（平成23年）5月8日 ガタケット115 - ゲスト：串田アキラ、アップルパイ
- この他に「佐渡汽船Presents OKESA!アニメクルージング」の企画運営も行っている

## 歴史
- 1982年（昭和57年）09月 - 新潟アニメーションサークル連絡協議会により新潟コミックマーケット（略称「ガタケット」）が企画される
- 1983年（昭和58年）01月 - 第1回開催（直接参加46サークル。委託参加9サークル）
- 1999年（平成11年）11月14日 - ガタケット50開催。50回目の開催記念に有名声優2名が招かれた。
- 2004年（平成16年）03月28日 - ガタケット74。朱鷺メッセ初開催。
- 2008年（平成20年）08月31日 - ガタケット100開催。100回目の開催記念に有名声優2名が招かれた。
- 2011年（平成23年）03月21日 - 東日本大震災（東北地方太平洋沖地震）の影響により、ガタケット114が開催中止[注 1]。
- 2017年（平成29年）03月26日 - ガタケット150開催。150回目の開催記念に「くまみこ」の原画展が行われた。
- 2020年（令和2年） - 新型コロナウイルス感染症拡大以前から決定していた新潟市産業振興センターの改修工事の影響に伴い、例年3月・5月・7月に開催される予定だったガタケットの開催が行われなかった。8月開催を「逆襲のガタケットスペシャル!!」として9月6日に開催。
- 2021年（令和3年） - 新型コロナウイルス感染症拡大に伴い参加者数が激減したため、1983年に開始して以来史上初めて、この年は1回も開催されなかった。

### 企業ブース
主な企業ブースとしてはイタリア軒が弁当等の販売。また、会場内では画材店が画材の販売を行っている他、日本アニメ・マンガ専門学校が出展することがある。
- 2002年1月5日・6日に開催されたガタケット62で講談社が企業ブースを出展[8]。
- 2009年（平成21年）3月22日に開催されたガタケット103でねこのしっぽが同日に開催された「アニソンライブプラスワン＃1」を共催したため、企業ブースを出展。

## エピソード

### 記念イベント
1999年（平成11年）11月14日に開催されたガタケット50で、声優の関智一と長沢美樹を招いてトークイベントを行った。また、100回目の開催となった2008年（平成20年）8月31日のガタケット100では、声優の池田秀一と古谷徹を招いてトークイベントを行った。内容は機動戦士ガンダムについてであり、当日の館内放送では事前に録音した両名のセリフも用いられた。

### 昼の儀式
館内放送を用いて流されているBGMは特段の事情がない限り、毎回正午になると「宇宙大帝ゴッドシグマ」のテーマ曲「がんばれ!宇宙の戦士」がかかる。このサビ部分に入るクラップ（拍手）を会場の参加者で行うパフォーマンスが恒例となっており、通称として「お昼のテーマ」や「昼の儀式」などと呼ばれることがあり、これを楽しみにしている参加者も少なくない。第123回や第135回など、新潟県のご当地キャラクターが昼の儀式に参加したこともある。

### その他
- 会場には献血車が来ることが多く、館内放送でも献血の呼びかけを行なうことが多い。
- かつて有志で代表：坂田氏に敬意を表して同人誌が作られたことがある。
- 2008年には25周年であったがガタケット101ではスタッフが24周年と勘違いし、翌年に25+1年として記念とすることにした。

## 開催会場
新潟市産業振興センター
ガタケット開催時はプラーカ2前の新潟駅南口バスプール6番線から5〜30分間隔で臨時シャトルバスを随時運行。開催の概ね1か月前には運行計画が新潟交通のイベント臨時バス運行予定に掲載される。
朱鷺メッセ（新潟コンベンションセンター）
ガタケットの朱鷺メッセでの開催は、2004年3月28日ガタケット74で初開催されたほかに、2005年8月28日開催のガタケット83・2007年11月11日開催のガタケット95の3回行なわれた。

### 過去の開催会場
- カミーノ古町
- 新潟市体育館
- 佐渡汽船ターミナルビル
- 新潟伊勢丹
- 臨港スポーツセンター
- 万代シテイホール
- 新潟テルサ（新潟市産業振興センターとの２館開催）
- NSGスクエア
- デンカビッグスワンスタジアム

## ガタケットに関連するイベント
コスプレガタケット
コスプレオンリーのイベント
ガタケットの前日に同じ会場で開催される事が多く、撮影用の背景幕・小道具などが用意されている。
2009年以前は一部ジャンルのサークル参加が可能であったが、2010年以降サークル参加は受け付けていない。
in朱鷺メッセ、in万代シテイなど他会場に於いて単独開催されることも多い。
新潟コミティア
コミティアの新潟版。ガタケット事務局が開催している。
年2回、主に4月と9月に朱鷺メッセ中会議室またはメインホールで開催される。
第30回まではコミティアin新潟という名称で開催されていた。
コスプレ魂
コスプレ魂実行委員会主催のオールジャンルコスプレイベント。朱鷺メッセで不定期に開催されており、実質的な運営はガタケット事務局が行っている。

### 過去に開催されたイベント
ガタケットスペシャル
コスプレ禁止のガタケット。
2007年7月29日と2009年5月10日に2回のみ開催された。
2020年9月6日の「逆襲のガタケット」は理由こそ違うものの、事実上これに分類される。
ガタケット&OKAケットin長岡!!
2002年6月から2010年10月まで長岡市のハイブ長岡で開催されていたガタケットin長岡とOKAケットの合同開催による同人誌即売会。
実質的にガタケットin長岡の後継イベントとなっており、運営はガタケット事務局が単独で行なっていた。
ガタケットin長岡
1994年1月から2003年10月まで長岡市で開催されていた同人誌即売会。ガタケットの長岡版。
MPP（みなとぴあプレミアムプロジェクト）
新潟市の新潟市歴史博物館（みなとぴあ）にてMPP実行委員会（ADV企画とガタケット事務局の共同主催）によって開催された屋外コスプレイベント。
2008年11月8-9日と2009年6月14日の2回のみ開催された。
ガタケットin会津
1999年11月28日に1度だけ福島県会津若松市のアピオスペースにて開催された同人誌即売会。
Zest
1999年5月から2003年7月まで新潟ミナミプラザにて開催されていたオンリージャンル系の同人誌即売会。
開催されたのは芸能音楽系・ジャンプ系・ゲーム系・アニメ系の４ジャンル
最後となった「Zest特盛りつゆだくで!!」は朱鷺メッセ2階全会議室を使用し、部屋ごとに異なるジャンルの即売会を同時開催という形で開催され、男性向け創作など上記以外のジャンルサークルも参加可能だった。
委託オンリーガタケット
参加サークルは委託サークルのみという形式で開催された同人誌即売会。
1996年6月30日に長岡厚生会館中ホールにて長岡コミニケとのタイアップイベント（同時開催）として1度だけ開催された。
プチガタケット
1984年4月から1989年8月まで6回のみ開催された同人誌即売会。ガタケットの小規模版として開催されていたが、参加サークルの増加によりガタケットとの差がなくなってしまった為自然消滅した。

## ガタケットSHOP
ガタケットSHOPはかつて有限会社ジーエスピーが運営していた同人ショップ。2019年6月23日閉店。
2011年5月3日には万代シテイビルボードプレイス内にガタケットに関連するコスプレ撮影スタジオ「ガタケットコスプレパーク」も開店。大型コスプレ撮影スタジオで、床面積は延べ236坪（777平方メートル）。コスプレガタケットを開催することもあった。2019年6月23日閉鎖。

### 概要
同人誌の委託販売、印刷、画材・コスプレ用品の販売を行っており、店内に同人誌の執筆・作成のための作業ブースや製本機を設置、ガタケットカタログの販売も行っていた。

### 沿革
- 2000年 - 新潟駅南口地区のオルザス新潟1階にて開店
- 2005年11月23日 - 万代シテイバスセンタービルに移転
- 2011年5月3日 - 万代シテイビルボードプレイス2の1階にコスプレガタケットを開店
- 2012年11月1日 - ガタケットSHOPを上記の住所に移転
- 2019年6月23日 - ガタケットSHOP、コスプレガタケット共に閉店。

### 業務内容・取り扱い商品
- 委託販売
- 画材販売
- 印刷
- ウィッグ販売